# Анна Тереза Россіні
Анна Тереза Россіні (італ. Anna Teresa Rossini); нар. (25 квітня 1944, Сенігаллія, Італійська соціальна республіка) — італійська акторка.
Закінчила Національну академію драматичного мистецтва імені Сільвіо д'Аміко.

## Вибіркова фільмографія
- Коли посміхаються небеса (1992)
- Франческо (2002)